# اونور اوف كينغز
لعبة " أونور أوف كينجز"، MOBA بنمط 5 ضد 5 على الهاتف المحمول ، أطلقتها شركة تينسنت في الصين في 26 نوفمبر 2015، وتم تطويرها بواسطة استديوهات TiMi Studio Group ونُشرت بواسطة Level Infinite. حققت اللعبة نجاحًا باهرًا في الصين، مما دفع الشركة الأم إلى إصدار نسختها العالمية باسم "أرينا أوف فالور" في عام 2016. لكنها لم تحقق نفس شهرة "أونور أوف كينجز". في عام 2022، قررت الشركة الأم إصدار اللعبة عالميًا، مع فتح بيتا مغلقة في البرازيل وتركيا ومصر.
بعد البيتا المغلقة، تم إطلاق اللعبة رسميًا في البرازيل بمتاجر جوجل بلاي وآب ستور البرازيلية، مع سيرفر واحد ضمن مرحلة الإطلاق الجزئي. في يونيو 2023، أُطلق سيرفر متقدم على موقع اللعبة لأجهزة Android فقط، متاحًا للاعبين من جميع أنحاء العالم للمشاركة في مرحلة الإطلاق الجزئي. في سبتمبر 2023، أصدرت الشركة 14 لغة جديدة، بما في ذلك اللغة العربية، في السيرفر المتقدم.
وفي يناير 2024، حيث تم فتح التسجيل المسبق لـ "أونور أوف كينجز" في منطقة الشرق الأوسط وشمال أفريقيا وتركيا وروسيا، ضمن المرحلة الأخيرة من الإطلاق الجزئي. بعد ذلك، سيتم إصدار اللعبة في باقي دول العالم في عام 2024، حيث تشير التوقعات الغير رسمية إلى وصولها للشرق الأوسط وشمال أفريقيا في فبراير 2024، على الرغم من عدم الكشف الرسمي حتى الآن عن الموعد النهائي.

اونور أوف كينجز "Honor Of Kings"
الاسم العربي : اونور أوف كينجز
الاسم الانجليزي : Honor Of Kings
الاسم الصيني : 王者荣耀
تاريخ الإطلاق : 26 نوفبمر 2015 (الصين)
تاريخ الإطلاق في الشرق الاوسط وشمال افريقيا : قريباًا
لمالك : Tencent
المطور : TiMi Studio Group
الناشر : Level Infinite.
الحسابات الرسمية العربية الموثقة:انستغرام : اضغط هنا [https://www.instagram.com/hokarabia للإنتقال
تيك توك :اضغط هنا للإنتقال يوتيوب :اضغط هنا للإنتقال
إكس (تويتر سابقاً) : اضغط هنا للإ [https://twitter.com/HoKArabia نتقال سيرفر الديسكورد :اضغط هنا للإنتقال